# Tin Man (canção)
"Tin Man" é uma canção da banda anglo-americana America, escrita por Dewey Bunnell e lançada no álbum Holiday de 1974. O single foi um sucesso e alcançou o quarto lugar na parada Billboard Pop/Hot 100 Singles Chart e o primeiro lugar no Billboard Adult Contemporary Chart e no Radio and Records Chart. Foi também o primeiro single da banda a ser produzido por George Martin.

## Posição nas paradas musicais
| Parada (1974)                               | Melhor posição |
| ------------------------------------------- | -------------- |
| Canadá RPM Top Singles                      | 7              |
| Canadá RPM Adult Contemporary               | 5              |
| Estados Unidos Billboard Adult Contemporary | 1              |
| Estados Unidos Billboard Hot 100            | 4              |
| Estados Unidos Cash Box Top 100             | 6              |
| Estados Unidos Record World                 | 6              |
| Estados Unidos Radio & Records              | 2              |

| Parada (1974)                               | Posição |
| ------------------------------------------- | ------- |
| Canadá RPM Top Singles                      | 84      |
| Estados Unidos (Joel Whitburn's Pop Annual) | 51      |